# Bohdanovce
Bohdanovce (v minulosti Bohdanovce a Garbovce, maďarsky Bogdány, Gabróc, Gabrócbogdány, německy Bogdanowetz) jsou obec na Slovensku v okrese Košice-okolí.

## Název
Název obce pochází ze slovanského vlastního jména Bogdan, které vzniklo ze slovanského slova bog, čili bůh.
Název jedné z historických částí obce – Garbovce, resp. Garbóc, je také slovanského původu, konkrétně pojmenování Grabovc. Vychází z pojmenování stromu – habru. Na východním Slovensku jsou časté pojmenování obcí a řek po stromě – habru, a tak existuje několik Hrabovců a jiných mutací tohoto názvu.
Např. v Šariši se v roce 1352 uvádí vesnice Garbolch a protože se zde zachovala kontinuita slovanského osídlení, obec se dnes nazývá Hrabovec. Tato obec však podlehla maďarskému osídlení, a tedy i pomaďarštění názvu, a proto zde existuje forma Garbóc.

## Dějiny
Obec vznikla splynutím dvou obcí – Garbovce a Bohdanovce koncem 19. století. Garbovce a Bohdanovce byly odděleny potokem (literatura neuvádí jeho název), který i v současnosti teče přes obec. Dobové dokumenty zmiňují i most, který existoval mezi oběma vesnicemi. Garbovce (maď. Garbóc) byly na levém břehu potoka (kde je dnes např. kulturní dům) a Bohdanovce (maď. Bogdanov, čti Bogdaň) stály na pravém břehu potoka (kde je dnes např. kostel reformované církve).

### Bogdaň (Bohdanovce)
V Bohdanovcích bylo objeveno osídlení prehistorické i staroslovanské.
První písemná zmínka o obci Bohdanovce je z roku 1335, kdy král Karol Róbert dal Vilému Drugethovi majetky, mezi nimiž byli i Bohdanovce.

### Garboc (Garbovce)
I v Garboci se je staroslovanské a paleontologické naleziště.
První písemná zmínka o Garboci je z roku 1337. Existuje i další zápis z roku 1229, u nějž však není jisté, zda mluví o této obci.

## Samospráva
Současnou (od roku 2014) starostkou obce je Marta Gamrátová (nom. SMER-SD).
Zastupitelstvo tvoří sedm zastupitelů.

## Církev
Bohdanovce jsou farní obcí římskokatolické a reformované křesťanské (kalvínské) církve. V obci se nachází také starý židovský hřbitov. Dohromady má obec tři hřbitovy: nový u hlavní ulice (směrem na Slanec) a dva staré (jeden z nich již zmíněný židovský) na tzv. Uličce.
Pro smuteční obřady je vybudován smuteční dům na novém hřbitově.

### Reformovaná křesťanská církev
V obci se nachází starobylý farní kostel a farní úřad. Původně renesanční kostel byl postaven v roce 1637.
Faráři v obci:
- do roku 2002 Ľudovít Kozár († 2007)
- 2002 – současnost – Simona Vaščáková

### Římskokatolická církev
V obci se nachází farní kostel a farní úřad. Kostel byl postaven v roce 1947 a konsekrovaný v roce 1949. Je zasvětcen sv. Margaritě Marii Alacoque.
Faráři v obci:
- Štefan Kunc †
- Zdenko András
- do roku 2011 – Marek Senderák
- 2011 – současnost – Juraj Marcin